# اسلام در بنگلادش
اسلام بزرگ‌ترین دین در بنگلادش محسوب می‌شود و حدود ۹۰ درصد از جمعیت این کشور را مسلمانان تشکیل می‌دهند.

## پیشینه
پیشینه تماس مردم بنگال با مسلمانان، به ویژه در زمینه بازرگانی به زمان هارون الرشید باز می‌گردد. رفت‌وآمدهای تجار عرب و ایرانی از قرن ۳ تا ۷ موجب آشنایی تدریجی مردم این سرزمین با اسلام شد. در زمان محمد بن بختیار خلجی جمعیت مسلمانان مهاجر ۱۵ تا ۲۰ هزار نفر بود که در زمان پادشاهان خودمختار بنگال تعداد مسلمانان کمتر شد.
در زمان تیموریان، مسلمانان از استان‌های شمالی هند و حتی از ترکستان و حبشه و دیگر کشورهای دوردست به بنگال مهاجرت کردند. پس از زوال حکومت صفوی در ایران، ایرانیان زیادی روانه هند شدند و پس از مدتی مردم بومی نیز دین اسلام را پذیرفتند، چنانکه در ۱۱۸۴ دو سوم از مسلمانان بنگالی دارای نیاکان بومی بودند.

## جمعیت مسلمانان بر حسب منطقه
پراکندگی جمعیتی مسلمانان در مناطق مختلف به صورت زیر است:
| ناحیه    | درصد   |
| -------- | ------ |
| بریسال   | ۸۸٪    |
| چیتاگونگ | ۸۴٪    |
| داکا     | ۸۹٫۵۱٪ |
| کولنا    | ۸۲٫۸۷٪ |
| راج‌شاهی  | ۸۶٫۸۴٪ |
| سیلهت    | ۸۱٫۱۶٪ |

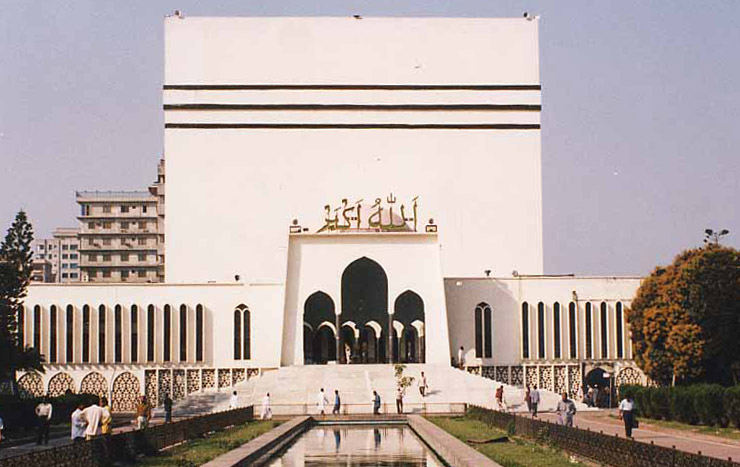
مسجد ملی بیت المکرم در داکا

بیشتر مسلمانان بنگلادش سنی مذهب هستند و گروهی از آنان که شیعه هستند در اوربان زندگی می‌کنند.